# Karachiota marcowa
Karachiota marcowa är en insektsart som först beskrevs av Irena Dworakowska 1971.  Karachiota marcowa ingår i släktet Karachiota och familjen dvärgstritar. Inga underarter finns listade i Catalogue of Life.